# 제리 마렌

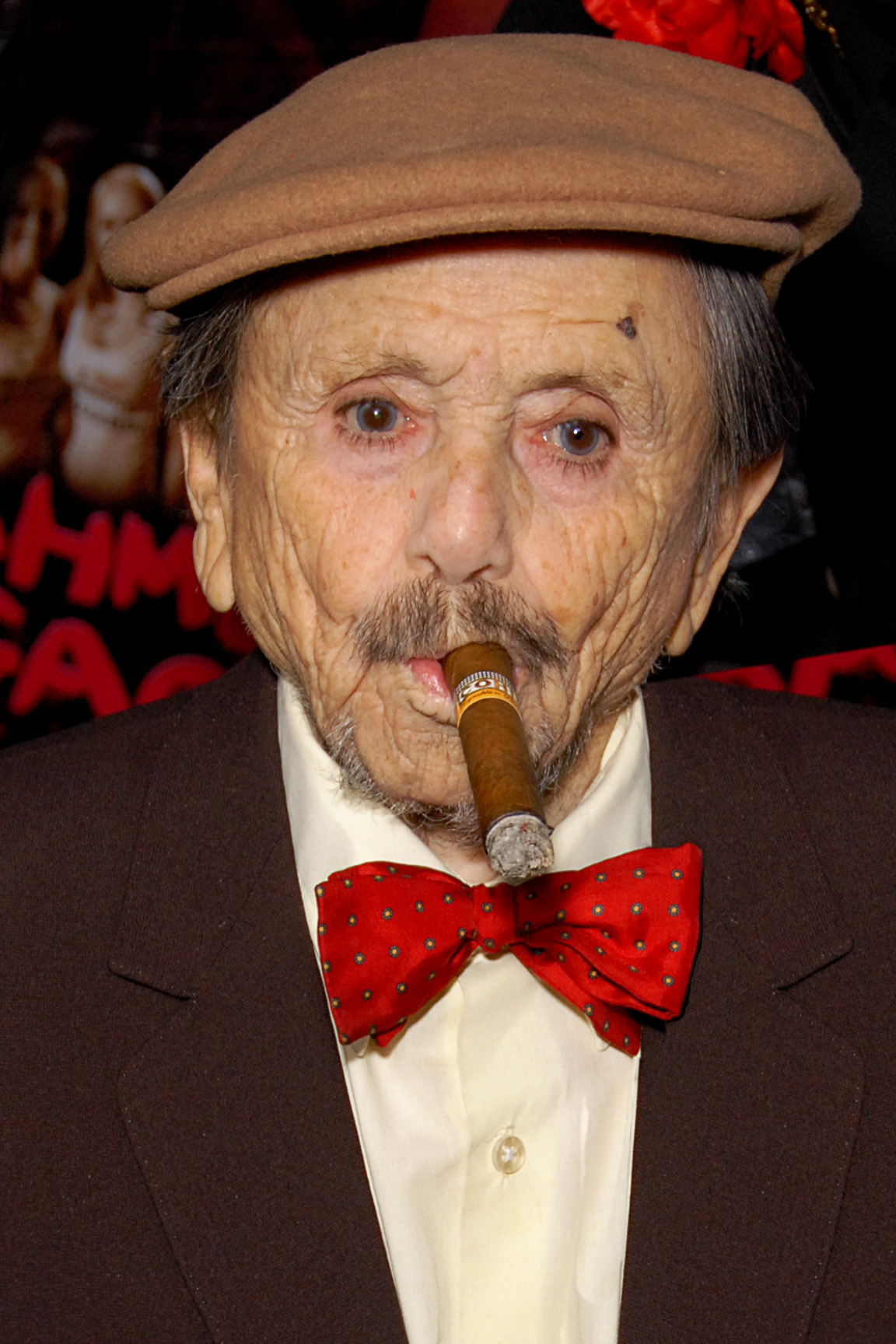
2010년 모습

제리 매런(Jerry Maren, 영어 발음: /ˈmærən/, 출생명: Gerald Marenghi, 1920년 1월 24일 ~ 2018년 5월 24일)은 미국의 배우, 스턴트 배우이다.
보스턴에서 태어났으며 샌디에이고에서 사망하였다. 사인은 치매이다. 포리스트 론 메모리얼 파크에 매장되었다.

## 출연 작품

### 영화
- 오즈의 마법사 (1939)
- 서커스장에서 (1939, At the Circus)
- True to the Army (1942)
- 나에게 미소질 때 (1948, When My Baby Smiles at Me)
- Superman and the Mole Men (1951)
- 혹성탈출 (1968)
- Bigfoot (1970)
- Side Show (1981)
- 라스트 에어리언 (1983)
- 산타를 찾아서 (1984, It Came Upon the Midnight Clear)
- 하우스 (1986)

### 텔레비전
- 더 데일리 쇼 (1999-2000) - 초대 손님